# Neolaparus rubrifemoratus
Neolaparus rubrifemoratus är en tvåvingeart som beskrevs av Stanley Willard Bromley 1935. Neolaparus rubrifemoratus ingår i släktet Neolaparus och familjen rovflugor.
Artens utbredningsområde är Kongo. Inga underarter finns listade i Catalogue of Life.